# Szczepanowice (Opole)

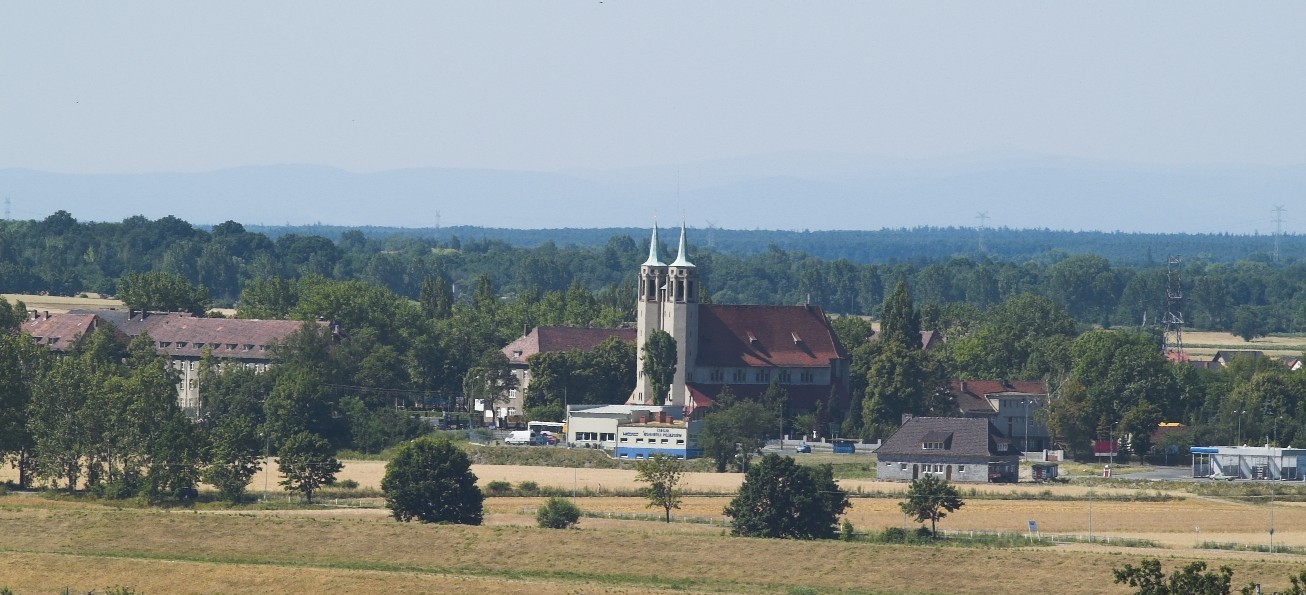
Kościół św. Józefa

Szczepanowice (niem. Sczepanowitz) – część Opola, także obręb ewidencyjny; niegdyś wieś – przyłączona do Opola w 1936 roku; obecnie ok. 3200 mieszkańców. Wchodzi w skład dzielnicy Szczepanowice-Wójtowa Wieś. Przeważnie zabudowa jednorodzinna, także osiedle bloków mieszkalnych przy ul. Gospodarczej i ul.Chmielowickiej oraz domków szeregowych przy ul. Stawowej. Działa tu Szkoła Podstawowa Nr 10 oraz OSP Opole-Szczepanowice.
Dojazd autobusami miejskimi MZK linii nr 7, 15, 25 i 30. Przez ciąg ulic: Wojska Polskiego, Wróblewskiego, Prószkowską, Krapkowicką przebiega droga krajowa nr 45, natomiast ul. Prószkowską droga wojewódzka nr 414.

## Nazwa
Nazwa wywodzi się od staropolskiego imienia Szczepan. W alfabetycznym spisie miejscowości na terenie Śląska wydanym w 1830 roku we Wrocławiu przez Johanna Knie występuje jako osobna wieś pod polską nazwą Sczepanowice oraz niemiecką nazwą Sczepanowitz.
Ze względu na polskie pochodzenie w 1934 roku nazistowska administracja III Rzeszy zmieniła nazwę wsi na nową, całkowicie niemiecką - Stefanshöh.

## Historia
Pierwsze wzmianki nt. osady pochodzą z połowy XIII wieku - 1254 znana jako Sczepanowicz, w 1278 jako Sczepanowice. W 1929 roku wydzielono z opolskiej parafii św. Krzyża szczepanowicką parafię św. Józefa. Co roku parafianie organizują żywą szopkę bożonarodzeniową, największą w województwie opolskim. 
10 lipca 1997 roku Szczepanowice zostały zalane przez wody Odry, w czasie pamiętnej powodzi tysiąclecia. 

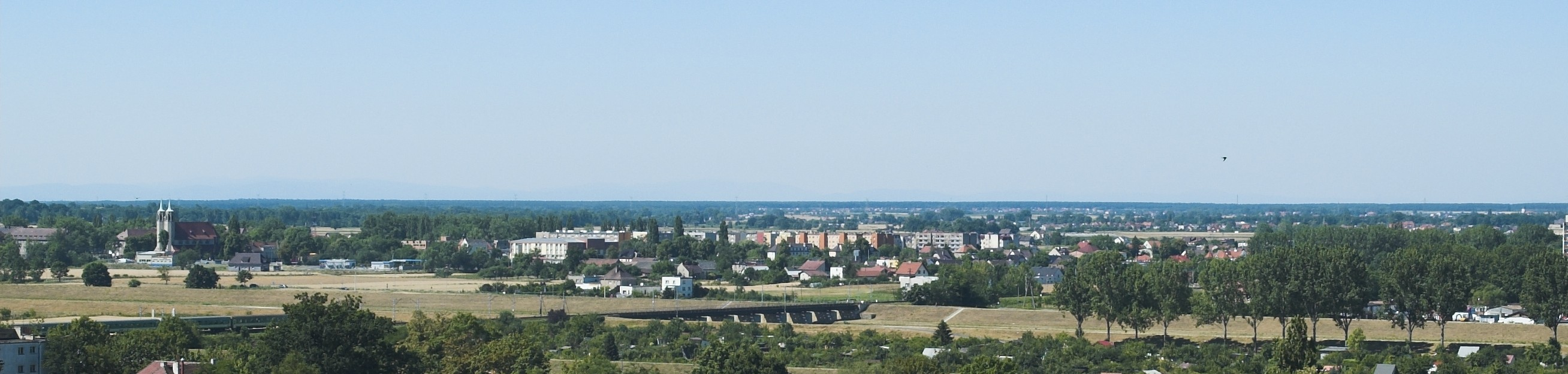
Panorama Szczepanowic